# Lucas Torreira
Lucas Sebastián Torreira Di Pascua (* 11. února 1996 Fray Bentos) je uruguayský profesionální fotbalista, který hraje na pozici defensivního záložníka za turecký klub Galatasaray SK a za uruguayský národní tým.

## Klubová kariéra

### Arsenal

#### Sezóna 2018/19
Posilou Arsenalu se stal 10. července 2018, anglický klub za něj zaplatil částku 26 milionů £. Atmosféru Premier League poprvé okusil 12. srpna 2018 v 1. ligovém kole doma proti Manchesteru City (nakonec porážka 0:2). Ve druhém poločase byl vyslán na trávník, kde v záloze hrál po boku Guendouziho. Ve 4. kole si krátce po příchodu na hřiště připsal asistenci na gól Lacazetteho proti Cardiffu, Arsenal tedy venku zvítězil 3:2. Poprvé si zahrál Evropskou ligu 20. září na domácí půdě proti týmu Vorskla Poltava z Ukrajiny. Bylo to také první utkání ve dresu Arsenalu, které začal v základní sestavě. Po takřka hodině jej v 57. minutě vystřídal Guendouzi, Arsenal vyhrál 4:2. Následně si zajistil místo v základní sestavě i v zápasech Premier League.
Na začátku listopadu předvedl dobrý výkon v domácím utkání s Liverpoolem (1:1), po kterém byl zvolen mužem zápasu. Začátkem prosince okusil derby proti Tottenhamu, ve kterém předvedl další kvalitní výkon a v 77. minutě první brankou za Kanonýry zvýšil na konečných 4:2. Rovněž v tomto zápase byl zvolený hráčem zápasu. O pár dní později dal jediný gól zápasu proti Huddersfieldu, když se ve vzduchu volejem trefil do míče, který přesně poslal do sítě brankáře Lössla a prodloužil tak neporazitelnost Arsenalu napříč všemi soutěžemi na 21 zápasů.
Torreira startoval v prohraném finálovém zápase Evropské ligy v Baku proti londýnskému rivalovi Chelsea. Trenér Emery jej v 67. minutě stáhl ze hry za stavu 0:3.

#### Sezóna 2019/20
Ve třetím kole nové sezóny 2019/2020 se střelecky prosadil v závěru zápasu proti Liverpoolu, Arsenal však prohrál 1:3.